# كامبو ريدوندو
كامبو ريدوندو بلدية في ولاية ريو غراندي دو نورتي في المنطقة الشمالية الشرقية من البرازيل.   